# 西氣賀站
西氣賀站（日语：／ Nishikiga eki */?）是位於靜岡縣濱松市濱名區細江町氣賀10185番3號，天龍濱名湖鐵道的天龍濱名湖線車站。

## 歷史
- 1938年（昭和13年）4月1日 - 國鐵二俁西線（後來為二俁線）三日站至金指站之間開通，此站啟用。為旅客和貨物車站。
- 1962年（昭和37年）8月21日 - 結束貨物起卸業務。
- 1987年（昭和62年）3月15日 - 二俁線由天龍濱名湖鐵道接管，成為天龍濱名湖鐵道車站。
- 2011年（平成23年）1月26日 - 車站大樓和候車室被登錄成為登錄有形文化財[1]。

## 車站構造
車站是一座地面車站，設有2面2線的相對式月台（千鳥式月台），可進行列車交會。兩月台之間設有站內平交道連接。
此站是無人車站。車站大樓內設有西餐廳「Grill八雲」。車站大樓與候車室被登錄成為國家登錄有形文化財。

### 月台
| 月台         | 路線    | 上下行 | 方向                             |
| ------------ | ------- | ------ | -------------------------------- |
| 車站大樓一方 | ■天濱線 | 下行   | 三日、新所原方向                 |
| 車站大樓對面 | ■天濱線 | 上行   | 金指、天龍二俁、遠州森、掛川方向 |

## 使用狀況
以下為近年1日平均乘車人次
| 乘車人次變化 | 乘車人次變化      |
| 年度         | 一日平均 乘車人次 |
| ------------ | ----------------- |
| 2008         | 64                |
| 2009         | 55                |
| 2010         | 54                |
| 2011         | 50                |
| 2012         | 33                |
| 2013         | 42                |
| 2014         | 44                |
| 2015         | 36                |
| 2016         | 38                |
| 2017         | 38                |
| 2018         | 35                |

## 車站周邊
- 濱名湖（引佐細江）
- 五味半島 - 在明仁上皇還成為皇太子時，該處設有別墅。在半島盡頭處名為「王子岬」。
- 西氣賀郵局
- 國道362號（日语：国道362号）
- 姬街道（日语：姫街道 (東海道)）

## 相鄰車站
天龍濱名湖鐵道
天龍濱名湖線
氣賀－西氣賀－寸座

## 注腳
1. 1 2  【文化財を登録有形文化財に登録する件】 (平成23年文部科學省告示第2號)《官報》平成23年（2011年）1月26日付 號外、第16號 pp. 46-51
2. ↑  濱松市統計書

## 外部連結
- 西氣賀站 （页面存档备份，存于）（日語） - 天龍濱名湖鐵道株式會社